# Jóhann Sigurjónsson
Jóhann Sigurjónsson (19. června 1880, Laxamýri, nyní v obci Norðurþing – 8. srpna 1919, Kodaň) byl islandský novoromantický dramatik a básník

## Život a dílo
Narodil se v rodině bohatého sedláka na usedlosti Laxamýri na severu Islandu. Roku 1899 ojel do Dánska studovat na Královské veterinární a zemědělské univerzitě ve Frederiksbergu. V Kodani se seznámil s názory dánského literárního kritika Georga Brandese a německého filozofa Friedricha Nietzscheho. V roce 1902 opustil studia, aby se mohl věnovat literatuře, a postupně se přiklonil k novoromantickému pohledu na svět. Brzy také dospěl k závěru, že islandské prostředí poskytuje pro jeho hry příliš malé publikum, a začal psát svá dramata i básně nejen v islandštině ale i v dánštině. Společně s Gudmundurem Kambanem a Gunnarem Gunnarssonem tak vytvořili dánské islandské básnictví.
Uplatnil se nejprve jako dramatik, jeho básně byly vydány až po jeho smrti. Premiéry jeho her se většinou konaly na Islandu v Reykjavíku, ale vycházely prvně v dánštině. Svou první hru Skuggann (Stín) dokončil bez jakéhokoliv ohlasu roku 1903. Knižně debutoval roku 1905 hrou v dánštině Dr. Rung . Kromě této hry vycházejí ostatní jeho dramata z islandských pověstí, ság nebo islandského prostředí, ale mají symbolický přesah.
Ani jeho třetí drama, tentokrát v islandštině, Bóndinn á Hrauni (1908, Sedlák z Hraunu) nebyla příliš úspěšná. Proslavil se až svou čtvrtou hrou (opět v dánštině) Bjærg-Ejvind og hans hustru (1911, Ejvind z hor a jeho žena), která měla opět premiéru v Reykjavíku pod názvem Fjalla-Eyvindur (Eyvindur z hor). Hra je založena na islandské pověsti o psanci, kterého z lásky následovala bohatá žena do hor. Hrála se úspěšně i v zahraničí (dokonce i v USA) a byla roku 1918 zfilmována. Hrdinové dalších her vyznávají nietzscheovský ideál nadčlověka, který však vede k jejich pádu.
Je také považován za jednoho z předních islandských básníků. Jeho básně se vyznačují náladou a základními postoji novoromantismu a sehrály důležitou roli pro pozdější průlom modernismu v zemi. Kromě toho byl zdatný v matematice a snažil se také prosadit jako vynálezce. Zemřel předčasně roku 1919 v Kodani na tuberkulózu.

## Výběrová bibliografie

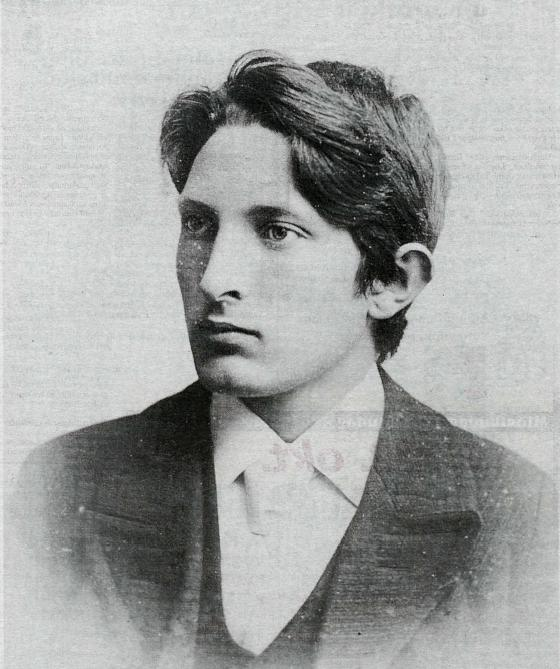
Jóhann Sigurjónsson

- Skuggann (1903, Stín), první, dnes již naprosto neznámá autorova hra ovlivněná Ibsenem a  Strindbergem.[8]
- Dr. Rung (1905), tragédie o čtyřech dějstvích napsaná v dánštině. Hlavním hrdinou je mladý kodaňský lékař Harold Rung, který se snaží najít lék proti tuberkulóze. Aby otestoval účinek svého séra, rozhodne se naočkovat se nemocí a prosby ženy, která ho miluje, ho nedokáží odradit od jeho záměru. Sérum ale selže a mladý vědec zešílí.[9]
- Bóndinn á Hrauni (1908, Sedlák z Hraunu), hra o třech dějstvích napsaná nejprve v islandštině, dánsky až roku 1912. Pro uvedení v Kodani autor hru přepsal a opatřil šťastným koncem, takže původní tragédii změnil v příjemnou dramatickou idylu ze současného venkovského života na Islandu. Obsahem hry je zápas lidské lásky s láskou k usedlosti. Starý farmář Sveinungi, skutečný patriarcha žijící na okraji hraunu (lávového pole), předurčil svou jedinou dceru Ljot jako manželku pro sousedova syna, který bude udržovat usedlost. Dívka se ale zamiluje do mladého geologa a vzbudí hněv svého otce.[9]
- Bjærg-Ejvind og hans hustru (1911, Ejvind z hor a jeho žena, česky jako Psanci), drama o čtyřech dějstvích napsané v dánštině. Hra je založená na oblíbené islandské pověsti, premiéru měla na Islandu v roce 1911 jako Fjalla-Eyvindur (Eyvindur z hor) a následující rok byla uvedena v Kodani. Byla velice úspěšná a s velkým ohlasem byla uvedena v divadlech ve všech severských zemích i jinde v Evropě a dokonce i v USA a byla roku 1918 zfilmována. Její hlavní hrdina Eyvind je muž, kterého okolnosti a hlad donutily stát se zlodějem. Když byl postaven mimo zákon, uprchl do hor. Při hledání lidské společnosti sestoupí z hor do údolí, kde jej nikdo nezná a přijme službu u bohaté mladé vdovy Hally. Ta zjistí jeho přestrojení a zamiluje se do něho. Je pronásledována svým švagrem, který si ji chce vzít, a ona, posedlá svou láskou a touhou po svobodě, trvá na tom, že se o úděl psance s Eyvindem podělí. Uteče s ním do úkrytu v horách, kde mají spolu dvě děti, ale ona je musí obě postupně obětovat a prchat a skrývat se stále dál. Nakonec se psanec se svou ženou octnou v osamělé chýši uprostřed sněhové bouře, která uzavřela všechny možnosti k přežití. Oba jsou hladem tak vyčerpáni, že se trápí pochybnostmi a dochází mezi nimi l k výčitkám. Nakonec najdou smrt ve sněhu.[5][9]
- Galdra-Loftur (1914, Kouzelník Loftur), hra o třech jednáních napsaná v islandštině na motivy islandské pověsti o kouzelníkovi jménem Loftur Þorsteinsson, který žil v 18. století. V roce 1915 se hra objevila v dánštině pod jménem Ønsket (Přání). Jde o nietzcheovsko-faustovskou tragédii o ambiciózním mladém učenci, který se věnuje čarodějnictví, aby získal zakázané znalosti a moc. Zaprodá svou duši ďáblu, učiní mnoho zlého a nakonec zešílí.[8]
- Lögneren (1917, Lhář), hra o pěti jednáních napsaná v dánštině, v islandštině jako Mörður Valgarðsson. Hra je založená na postavě lháře Mörðura Valgarðssona z islandské ságy Brennu-Njáls, který je známý svou špatností a podvody.[8]
- Smaadigte (1920, Malé básně), posmrtně vydaná sbírka autorových básní.[10]

## Filmové adaptace
- Berg-Ejvind och hans hustru (1918, Ejvind z hor a jeho žena), švédský němý film, režie Victor Sjöström.[11]

## České inscenace
- Psanci, Divadlo na Vinohradech, premiéra 24. 1. 1925, překlad Viktor Šuman, režie Bohuš Stejskal.[12]